# John H. O’Neall
John Henry O’Neall (* 30. Oktober 1838 in Newberry, Newberry County, South Carolina; † 15. Juli 1907 in Washington, Indiana) war ein US-amerikanischer Politiker. Zwischen 1887 und 1891 vertrat er den Bundesstaat Indiana im US-Repräsentantenhaus.

## Werdegang
Bereits mit acht Jahren wurde John O’Neall nach dem Tod seiner Eltern zum Waisenkind. In den folgenden Jahren wurde er von seinem Großvater, der im Daviess County in Indiana lebte, aufgezogen. Dort besuchte er auch die öffentlichen Schulen. Bis 1862 studierte O’Neall an der Indiana University in Bloomington. Nach einem anschließenden Jurastudium an der University of Michigan in Ann Arbor und seiner im Jahr 1864 erfolgten Zulassung als Rechtsanwalt begann er in Terre Haute in diesem Beruf zu arbeiten. Später verlegte er seine Praxis in den Ort Washington. In den Jahren 1873 und 1874 war er Staatsanwalt im elften Gerichtsbezirk seines Staates.
Politisch war O’Neall Mitglied der Demokratischen Partei. 1866 wurde er in das Repräsentantenhaus von Indiana gewählt. Bei den Kongresswahlen des Jahres 1886 wurde O’Neall im zweiten Wahlbezirk von Indiana in das US-Repräsentantenhaus in Washington, D.C. gewählt, wo er am 4. März 1887 die Nachfolge von Thomas R. Cobb antrat. Nach einer Wiederwahl konnte er bis zum 3. März 1891 zwei Legislaturperioden im Kongress absolvieren. Im Jahr 1890 verzichtete er auf eine weitere Kandidatur.
Nach seinem Ausscheiden aus dem US-Repräsentantenhaus praktizierte John O’Neall wieder als Anwalt. Außerdem war er 15 Jahre lang Kurator der Schulen in der Stadt Washington. 1896 war er Delegierter zur Democratic National Convention, auf der William Jennings Bryan erstmals als Präsidentschaftskandidat nominiert wurde. Zwischen 1899 und 1907 war er auch juristischer Vertreter der Stadt Washington. 1899 gründete er die Bank „Federal Trust Co.“, deren Präsident er bis zu deren Umwandlung in eine Staatsbank im Jahr 1902 war. John O’Neall starb am 15. Juli 1907 in Washington, wo er auch beigesetzt wurde.